# Micrathyria duplicata
Micrathyria duplicata is een libellensoort uit de familie van de korenbouten (Libellulidae), onderorde echte libellen (Anisoptera).
De soort staat op de Rode Lijst van de IUCN als onzeker, beoordelingsjaar 2007.
De wetenschappelijke naam Micrathyria duplicata is voor het eerst geldig gepubliceerd in 1922 door Navás.